# LightWave 3D
Это статья о компьютерной программе, о музыкальной группе см. Lightwave
LightWave 3D — компьютерная программа, полнофункциональный профессиональный редактор трёхмерной графики, разработанный компанией NewTek. Последние версии предназначены для работы в среде Microsoft Windows и OS X (как в 32‑битных, так и в 64‑битных).

## Общие сведения
Популярный пакет для создания трёхмерной графики, широко применяемый в производстве видео, теле, кинопродукции. Lightwave содержит мощную систему полигонального моделирования, которая также создает основанные на полигонах поверхности подразделения (polygon-based subdivision), которым фирма Newtek дала имя «MetaNURBS» (несмотря на название, Lightwave не поддерживает NURBS-моделирование, MetaNURBS является торговой маркой, используемой Newtek’ом для своих поверхностей разбиения).
Пакет состоит из двух основных программных модулей — modeler для моделирования и layout для всего остального. Третья программа — Hub используется для автоматической синхронизации данных между модулями.
Lightwave содержит развитую систему анимации (кости, фреймовая и инверсная кинематика); высококачественный рендеринг, поддерживающий многопоточность, трассировку лучей, каустику, глобальное освещение, модуль предпросмотра VIPER; подсистему сетевого рендеринга Screamernet. Встроенный механизм для работы с частицами Hyper Voxels позволяет генерировать дым, огонь, любые жидкости, туман, облака, и т. д.
Lightwave включает три разновидности редактора сцены: классический, современный и графический.
Редактор поверхностей (surface editor) служит для настройки свойств материалов (включая нодовые настройки), image editor имеет базовые средства для редактирования растровых изображений.
Мощная система подключаемых модулей расширяет функциональность пакета, а язык программирования LScript позволяет писать собственные скрипты. Начиная с 11 версии как скриптовый язык добавлен Python. Имеется интеграция с Unreal Engine.

## История
В 1988 году Allen Hastings написал программу Videoscape для 3D анимации и рендеринга, а его коллега Stuart Ferguson дополнил её программой моделирования. Обе программы первоначально продавались компанией Aegis Software. Позже были приобретены компанией NewTek для своей программно-аппаратной системы редактирования видео Video Toaster. Первоначальное название «NewTek 3D Animation System for the Amiga». В 1990 году переименовывается в Lightwave 3D (от названий двух топовых на то время 3D программ, Intelligent Light и Wavefront).
С 1994 года выпускается как отдельный продукт. Изначально работал на операционной системе Amiga, унаследовав от неё своеобразный интерфейс. Версия 5.0 стала последней для платформы Amiga, и вышла в 1995 году, одновременно были выпущены версии для платформ Windows, DEC Alpha, Silicon Graphics (SGI) и Macintosh.
В 2001 часть разработчиков отделилась и занялась собственным проектом: Modo.
В версии Lightwave 2018, серьезно изменилось ядро: был введен Physically Based Rendering System, новый  Volumetric Engine, поддержка OpenVDB Support, новая модель освещения, соответственно изменился Surface Editor. Это привело к иному поведению программы, теперь сцены загруженные в LW 2018 рендерятся по другому и требуется другая оптимизация сцен для скорости рендеринга.
В 2019 году компания Newtek, владелец Lightwave, была куплена норвежской компанией Vizrt специализирующейся на 3D графике реального времени для цифровой медиа индустрии.

## Интерфейс
Главной особенностью программы является разделение процесса моделирования и анимации-рендеринга на два отдельно запускаемых приложения, что особенно удобно при использовании рабочих станций с двумя мониторами.
Также важной особенностью Lightwave являются кнопки управления с текстовыми надписями, то есть в пакете вообще не используются пиктограммы, что экономит место на экране, делает интерфейс строгим и лаконичным.

## Проекты в которых использовался LightWave 3D
1. Парк Юрского периода (1993 «Оскар» за визуальные эффекты)
2. Титаник (1998 «Оскар» за визуальные эффекты)
3. Вавилон-5 (1993 Visual FX Emmy Award)
4. Battlestar Galactica (2007, 2008 Visual FX Emmy Winner)
5. Дети Дюны (2003 Visual FX Emmy Winner)
6. Дюна (2001 Visual FX Emmy Winner)
7. Звёздные врата: SG-1 (Emmy Nominee)
8. Звёздный путь: Энтерпрайз (Emmy Nominee)
9. Звёздный путь: Вояджер (1999, 2001 Visual FX Emmy Winner)
10. Секретные материалы (2000 Visual FX Emmy Winner)
11. 24
12. 300 спартанцев
13. Железный человек
14. Аватар (использовался наряду с другим пакетами)
15. Алиса в Стране чудес